# Landschaftsschutzgebiet Bittinger Talzug/Bilmer Grund
Das Landschaftsschutzgebiet Bilmer Büsche/Himmelpforter Heide/Riesenberg mit 102 ha Flächengröße liegt in der Gemeinde Ense im Kreis Soest. Das Gebiet wurde 2006 mit dem Landschaftsplan V Ense-Wickede durch den Kreistag als Landschaftsschutzgebiet (LSG) ausgewiesen. Der LSG liegt nordöstlich von Niederense. Im Westen grenzt das Naturschutzgebiet Enser See an. Im Osten grenzt das Landschaftsschutzgebiet Kreis Soest an. An der Südgrenze des LSG liegt die B 516. Hinter der B 516 liegt das Landschaftsschutzgebiet Bilmer Büsche/Himmelpforter Heide/Riesenberg.

## Beschreibung
Das LSG umfasst ein  Schleddental und Teile der näheren Umgebung mit Wald, Grünlandflächen und Äcker. Im LSG befinden sich auch Baumreihen, Obstwiesen und Feldgehölze, Hecken und Wasserläufe.

## Schutzzweck
Die Ausweisung erfolgte wie bei anderen LSGs im Landschaftsplangebiet zur Erhaltung oder Wiederherstellung  der Leistungsfähigkeit des Naturhaushaltes; wegen der Vielfalt, Eigenart oder Schönheit des Landschaftsbildes oder wegen ihrer besonderen Bedeutung für die Erholung. Das LSG schützt das Schleddental mit belebenden und gliedernden Landschaftselementen, wie Baumreihen, Obstwiesen und Feldgehölzen, Hecken und Wasserläufen.

## Rechtliche Vorschriften
Wie in den anderen Landschaftsschutzgebieten im Landschaftsplangebiet besteht im LSG ein Verbot, Bauwerke zu errichten. Die Untere Naturschutzbehörde kann Ausnahme-Genehmigungen für Bauten aller Art erteilen. Wie in den anderen Landschaftsschutzgebieten besteht im LSG ein Verbot Weihnachtsbaum-, Schmuckreisig- und Baumschul-Kulturen anzulegen. Es z. B. auch verboten Bäume, Sträucher, Hecken, Feld- oder Ufergehölze zu beseitigen oder zu schädigen.